# Vol'ha Prakopaŭa
Vol'ha Viktaraŭna Prakopaŭa (in bielorusso Вольга Віктараўна Пракопаўa?; in russo Ольга Викторовна Прокопова?, Ol'ga Viktorovna Prokopova; Minsk, 6 giugno 1978) è una stilista e designer bielorussa, fondatore del marchio di gioielli Volha Jewelry.

## Biografia
Vol'ha Prakopaŭa è nata a Minsk, dove ha conseguito la laurea in giurisprudenza e all'età di 27 anni si è trasferita a Mosca. Dal 2005, ha iniziato la sua carriera presso la casa editrice Condé Nast Publications, come la redattrice di moda della rivista di moda Glamour (periodico). Poi nel 2008 si è trasferita alla rivista Tatler come la redattrice di gioielli. Al momento vive a Palermo (Sicilia).
Mentre lavorava per Conde Nast, ha seguito un sacco di sfilate durante le settimane della moda di Milano, Parigi e New York, le fiere dedicate all'orologeria e gioielleria, come la Fiera Internazionale di orologi e gioielli di Basilea (Baselworld), il (EN) Salone Internazionale di Alta Orologeria di Ginevra (SIHH) Archiviato il 25 agosto 2018 in Internet Archive. e (EN) la Fiera Internazionale di gioielli e pietre preziose di Hong Kong.
Dopo aver visitato il Museum of Modern Art (MoMa) di New York, il Museo dell'Orangerie e il Museo d'Orsay di Parigi, il Museo Nacional Centro de Arte Reina Sofía di Madrid, e il Museo Dalí di Figueres, le è venuto l'impulso alla creazione di gioielli d'avanguardia. I suoi primi gioielli sono stati creati sotto l'influenza del fauvismo nelle opere di Henri Matisse.
Nel 2016, Vol'ha Prakopaŭa è entrata nella lista delle spose più invidiabili secondo la rivista Tatler..

## Volha Jewelry
Nel 2012 Prakopaŭa ha creato la sua prima collezione di gioielli e ha fondato il marchio di gioielli Volha Jewelry con produzione made in Italy.
I gioielli di Volha Jewelry sono indossati da Evelina Khromchenko, Miroslava Duma, Lena Perminova, Tina Kandelaki, Polina Gagarina, Anželika Timanina, Lajsan Utjaševa, Svetlana Chodčenkova e altri.
Quasi ogni mese, le sue creazioni, vengono pubblicate nelle pagine delle riviste di moda di lusso, come Vogue, Glamour, Harper’s Bazaar KZ, Harpers Bazaar Russia, Expert, SNC, Fashion&Beauty, Grazia (periodico), Collezioni, Buro247, Elle (periodico), InStyle, Glamour (periodico), Allure (rivista), Country&Townhouse e etc.
Nello stesso anno, a dicembre, Prakopaŭa ha presentato un nuovo gioiello realizzato appositamente per la collezione di Evelina Khromchenko nell'ambito del progetto Bijoux Bazaar. Successivamente, l'esperta di moda Evelina Khromchenko ha parlato di una nuova collezione in una delle interviste: "In pochi mesi ha presentato la collezione principale e due capsule. Tutti i gioielli sono stati fatti a mano e in una sola copia"
Nel 2013, Olga ha partecipato alla Mercedes Benz Fashion week di Mosca (EN) Mercedes Benz Fashion week, dove ha presentato una nuova collezione di Volart'i.
Nel 2014, Prakopaŭa amplia la gamma e lancia una nuova collezione di Minerality fatta di legno, metallo e minerali (agata, ametista, citrino, malachite, lapislazzuli, occhio di tigre, turchese). Oltre ai gioielli, ci sono scatole di gioielli e clutch con le pietre. Nello stesso anno Olga partecipa e vince un progetto Braccialini Creative Project di beneficenza su base competitiva in occasione della celebrazione del 60 ° anniversario del marchio fiorentino Braccialini,
Nel settembre 2014, durante la Vogue Fashion's Night Out Olga ha presentato e raccontato personalmente del suo marchio e la nuova collezione Urban al vicepresidente TsUm Alla Verber.
Nel 2015, il marchio Volha Jewerly era nella Top: i primi 20 marchi di gioielli in Russia, secondo la rivista Sobak.RU.
Nel 2016, a settembre, c'era una nuova collezione di gioielli Universo, che comprendeva due temi: gioielli Infinity e Stellar
.
Nel gennaio 2017, in connessione con la preparazione per la creazione della collezione siciliana, si trasferisce a Palermo, dove studia la storia della Sicilia, l'archetipologia e le tradizioni della mafia siciliana. In un'intervista con People Talk (RU) People Talk, ha spiegato che l'idea di creare una collezione siciliana è apparsa nell'estate 2016 dopo aver visitato Residenza di Monaco di Baviera:
Nel marzo 2017, partecipa alle riprese a Palermo per un video dei suoi gioielli
Nel 2018 esce una nuova linea di gioielli Psicogrammi simbolici - è un progetto di integrazione di gioielli e scienza accademica: